# Rajd Liège-Rome-Liège 1957
Rajd Liège-Rome-Liège 1957 (16. Liège-Rome-Liège) – 16. edycja rajdu samochodowego Rajd Liège-Rome-Liège rozgrywanego w Belgii. Rozgrywany był od 28 sierpnia do 1 września 1957 roku. Była to ósma runda Rajdowych Mistrzostw Europy w roku 1957.

## Klasyfikacja rajdu
| Miejsce                      | Kierowca                     | Pilot                        | Samochód                     | Czas                         | Strata                       |                              |
| Klasyfikacja generalna i ERC | Klasyfikacja generalna i ERC | Klasyfikacja generalna i ERC | Klasyfikacja generalna i ERC | Klasyfikacja generalna i ERC | Klasyfikacja generalna i ERC | Klasyfikacja generalna i ERC |
| ---------------------------- | ---------------------------- | ---------------------------- | ---------------------------- | ---------------------------- | ---------------------------- | ---------------------------- |
| 1.                           | Claude Storez                | Robert Buchet                | Porsche 356 Speedster        | 10:20:00                     | 0.0                          |                              |
| 2.                           | Jo Schlesser                 | Annie Schlesser              | Mercedes-Benz 300 SL W198 I  | 11:08:00                     | +48:00                       |                              |
| 3.                           | Bernard Consten              | Bernard Pichon               | Triumph TR3A                 | 11:55:00                     | +1:35:00                     |                              |
| 4.                           | Roger de Lageneste           | Michel Nicol                 | Peugeot 203                  | 12:09:00                     | +1:49:00                     |                              |
| 5.                           | Maurice Gatsonides           | Dries Jetten                 | Triumph TR3                  | 14:43:00                     | +4:23:00                     |                              |
| 6.                           | René Cotton                  | Jacques Leclere              | Alfa Romeo Giulietta         | 17:55:00                     | +7:35:00                     |                              |
| 7.                           | Paul Guiraud                 | Henri Beau                   | Peugeot 203                  | 23:01:00                     | +12:41:00                    |                              |
| 8.                           | Maurice Michy                | Maurice Foulgoc              | Renault Dauphine             | 23:03:00                     | +12:43:00                    |                              |
| 9.                           | Alain de Changy              | André Liekens                | Triumph TR3                  | 26:36:00                     | +16:16:00                    |                              |
| 10.                          | Paul Ernst Strähle           | Herbert Linge                | Porsche 356 Carrera          | 28:05:00                     | +17:45:00                    |                              |